# Phygadeuon oporinus
Phygadeuon oporinus är en stekelart som beskrevs av Horstmann och Yu 1999. Phygadeuon oporinus ingår i släktet Phygadeuon och familjen brokparasitsteklar. Inga underarter finns listade i Catalogue of Life.